# Pozahuanco
Pozahuanco, también llamado enredo,  es una prenda femenina. Pieza textil hilado en telar de cintura con algodón a mano y teñido principalmente con grana cochinilla, azul añil o caracol púrpura, que combina bellos y complicados diseños según el pueblo donde se elabore con que se envuelven las caderas las mujeres indígenas.
Casi siempre sujeta a la cintura con una o más fajas o ceñidores. Los materiales, el largo y los pliegues que se le hacen, dependen del uso acostumbrado en cada área. (Oaxaca, México)
El más vistoso es elaborado para las novias, es también el más elegante ya que forma parte del vestuario de gala que le donan los suegros a la novia para su boda. En la actualidad algunas mestizas lo usan como falda ya estilizada a la moda de hoy.
- Datos: Q11120800